# Otton de Nordheim
Otton de Northeim ou de Nordheim, né vers 1020 et mort le 11 janvier 1083, fut duc de Bavière (en tant qu’Otton II) de 1061 jusqu'en 1070. Il est ancien dirigeant de la révolte des Saxons contre le roi Henri IV.

## Origine
Fils unique du comte Bernard de Northeim et d'Eilika, Otton (ou Othon) est issu d'une influente famille saxonne. Les comtes de Northeim apparaissent pour la première fois vers l'an 950 ; ils sont possiblement parents du margrave Gero et de Mathilde de Ringelheim. Après l'extinction des Ottoniens et l'accession au trône de la dynastie franconienne en 1024, ils comptèrent parmi les familles les plus puissantes et les plus riches de la Saxe, outre la famille Billung et les comtes de Stade.
En 1002, l'oncle d'Otton, Siegfried II († 1025), était impliqué dans l'assassinat du margrave Ekkehard Ier de Misnie à Pöhlde. Pour sa part, il succède à son père Bernard comme comte de Northeim en 1049.

## Biographie

### Rôle pendant la régence d'Agnès de Poitiers
En 1061, Otton est nommé duc de Bavière par l'impératrice douairière et régente Agnès de Poitiers, la veuve de l'empereur Henri III et la mère et régente du jeune roi Henri IV, avec l'objectif de sécuriser le flanc sud-est du Saint-Empire. L'année suivante, toutefois, Otton est parmi ceux qui assiste l'archevêque Annon II de Cologne lorsqu'il veut s'emparer de la régence avec le « coup de Kaiserswerth », l'enlèvement du roi encore enfant et l'exigence des regalia.
Otton joue un rôle important dans le gouvernement de l'Empire pendant la minorité d'Henri IV. Il dirige une expédition victorieuse en Hongrie en 1063 et réinstalle sur le trône le roi Salomon Árpád, fiancé à la sœur d'Henri, Judith de Franconie, qui en avait été chassé par son oncle Béla Ier de Hongrie En 1064 Otton descend en Italie afin de mettre fin au schisme de la papauté lié à la nomination de l'antipape Honorius II. Otton intervient également lors du bannissement de la cour de l'archevêque Adalbert de Brême en 1066/1069. Il traverse de nouveau les Alpes pour le compte du roi à deux autres occasions en 1069 et participe ensuite à deux expéditions dans les pays des Abodrites à l'est de l'Elbe.

### Conflit avecHenriIV
Otto néglige son duché de Bavière mais complète à ses possessions personnelles au sud de l'Harz en Saxe, ce qui aboutit à un conflit avec Henri IV qui refuse ses empiètements sur les terres de la couronnes dans cette région.. En 1070 il est accusé par un certain Egenon de Konradsburg d'être informé d'un complot visant à assassiner le roi et il est condamné à se soumettre à un duel judiciaire avec son accusateur à la résidence impériale de Goslar.
Il s'agissait évidemment d'un complot. Craignant pour sa sécurité Otton demande un sauf conduit pour se rendre à ce jugement qui ne lui est pas accordé. Il refuse alors de comparaitre et il est mis au ban de l'Empire et destitué de la Bavière, pendant que ses domaines saxons sont mis au pillage. Le comte qui s'est enfui aux Abodrites n'obtient aucun d'appui en Bavière mais réussit à lever une armée parmi les Saxons et entreprend une campagne de pillage des domaines d'Henri IV. À Pentecôte 1071, il se soumet et signe une trêve l'année suivante. Il recouvre ses états personnels, bien que le titre ducal soit attribué à Welf IV, fils d'Alberto Azzo II d'Este et ex-mari de la fille d'Otton, Ethelinde.

### Le rebelle
Selon le chroniqueur Bruno de Merseburg, auteur de « De bello Saxonico » c'est-à-dire de la « Guerre des saxons », lorsque la révolte des Saxons éclate au cours de l'été 1073, Otton prononce un discours enflammé lors de l'assemblée des Saxons de Lüttchendorf, avant de recevoir le commandement des insurgés. Lambert de Hersfeld rapporte que les forces rebelles pénétrèrent vers le palais impérial de Goslar et Henri IV se retrancha dans la proche forteresse de Harzburg où il a été assiégé par les troupes du comte Otton et de l' évêque Buchard II d'Halberstadt. Dans la nuit du 10 août, cependant, il s'échappa.
Les deux camps hésitaient à se rencontrer dans une lutte ouverte et ainsi des pourparlers de paix ont commencé. Par le traité de Gerstungen, conclu le 2 février 1074, la Bavière lui est formellement restituée mais il y rencontre une forte opposition de la noblesse locale qui fait que son ex-gendre Welf IV demeure de facto le seul duc de Bavière. Otton participe également à la seconde révolte qui éclate lors du pillage du château de Harzburg en mai 1074. Après son échec à la bataille de Homburg sur l'Unstrut, le 9 juin 1085, il est de nouveau pardonné par Henri IV et fait même administrateur impérial de la Saxe ; cette mesure a selon toute vraisemblance été source de désaccords au sein de l'aristocratie.
Avec le début de la querelle des Investitures culminant dans l'excommunication d'Henri IV par le pape Grégoire VII en 1076, Otton tente une médiation entre Henri et les Saxons à Trebur, mais après son échec il rejoint les révoltés. Il n'était plus le chef d'une grande révolte, cependant il a insisté pour que le duché de Bavière lui soit restitué et il accepte l'élection de Rodolphe de Rheinfelden, duc de Souabe, comme antiroi de Germanie le 15 mars 1077 à Forchheim. Par sa bravoure et sa compétence militaire, Otton tient plusieurs fois en échec les armées d'Henri IV lors des combats de Mellrichstadt (7 août 1078), Flarchheim (27 janvier 1080) et lors de la décisive bataille de Hohenmölsen le 15 octobre 1080.
Après la mort de Rodolphe de Rheinfelden à Hohenmölsen, Otton est pressenti pour le remplacer mais il se casse une jambe accidentellement et le choix se porte sur le comte Hermann de Salm, élu antiroi le 6 août 1081. Otton reste en conflit armé avec le roi Henri IV jusqu'à sa mort des suites de l'accident le 11 janvier 1083. Il est inhumé dans la chapelle Saint-Nicolas à Northeim. Plus tard, ses domaines revenaient au comte Lothaire de Supplinbourg, futur roi et empereur, lorsqu'il épousa la petite-fille d'Otton, Richenza de Nordheim, en 1100.

## Union et postérité
Otton épouse vers 1050 Richenza de Souabe, veuve du comte Hermann III de Werl et fille d'Otton II de Souabe de la lignée des Ezzonides:
- Henri dit le Gras († 1101), margrave de la Frise ;
- Kuno († 1103) ∞ Cunégonde († 1140), fille du comte Othon de Weimar, a accédé au titre de comte de Beichlingen ;
- Siegfried III († 1107), comte de Boyneburg en Hesse ;
- Otton II, comte de Nordheim ;
- Ida ∞ Thimo Ier de Wettin, comte de Brehna ;
- Ethelinde ∞ Welf Ier, duc de Bavière (divorce en 1070, sans enfants) ∞ Hermann comte de Calvelage ;
- Mathilde ∞ Konrad II, comte d'Werl-Arnsberg.

## Sources
- (en) Cet article est partiellement ou en totalité issu de l’article de Wikipédia en anglais intitulé « Otto of Nordheim » (voir la liste des auteurs), édition du 24 mai 2014.
- Anthony Stokvis, Manuel d'histoire, de généalogie et de chronologie de tous les États du globe, depuis les temps les plus reculés jusqu'à nos jours, préf. H. F. Wijnman, Israël, 1966, Margraves de Thuringe, Misnie et Lusace: « Maison des Brunons » et tableau généalogique.
- (en) sur le site Medieval Lands:  Otto von Northeim consulté le 24 mai 2014.
- (de) Hartmut von Hindte: Art. Otto von Northeim dans: « Lexikon des Mittelalters », Bd. 6 (1993), Sp. 1578.
- (en) « Otto of Nordheim », dans Encyclopædia Britannica [détail de l’édition], 1911 (lire sur Wikisource).